# Yacine Djaref
Yacine Djaref est un footballeur algérien né le 19 juin 1981 à Sétif. Il évoluait au poste de milieu de terrain.

## Biographie
Yacine Djaref joue principalement en faveur du CA Bordj Bou Arreridj. Avec cette équipe, il dispute plus de 50 matchs en première division algérienne.